# Theun de Vries
Theunis Uilke (Theun) de Vries (Veenwouden, 26 april 1907 – Amsterdam, 21 januari 2005) was een Nederlands (Fries) schrijver van vooral historische en sociale romans. Hij was ook actief als dichter, als toneel- en hoorspelschrijver, en hij schreef tevens biografieën en essays.

## Levensloop
De Vries werd geboren als enig kind in het doopsgezind gezin van Sjoerd de Vries en Elisabeth Dijkstra in Veenwouden in Friesland. In 1920 verhuisde hij met zijn ouders naar Apeldoorn waar zijn vader als zuivelhandelaar de kost verdiende. In Apeldoorn bezocht hij het gymnasium. Toen hij via school het werk van de grote Nederlandse schrijvers leerde kennen, verbleekten de Friese schrijvers die hij tot dan gelezen had in zijn ogen tot een soort folklore. Op zijn zeventiende schreef hij een Fries sagenboekje, dat in de herfst van 1925 werd uitgegeven. Hij koos daarvoor onder meer sagenmateriaal uit Waling Dykstra's Uit Friesland's volksleven van vroeger en later (1896). Hij ontving er 75 gulden voor. Henk Persijn, de broer van een schoolvriend, verzorgde de illustraties. Gedurende zijn gymnasiumtijd werden zijn eerste (journalistieke) werken gepubliceerd in het tijdschrift Jong Nederland (1920-1921). Hij verliet het gymnasium na de vierde klas, en volgde een bibliotheekopleiding in Hilversum en Utrecht.
De Vries werkte korte tijd als assistent in de openbare bibliotheek te Hilversum. In 1928 ging hij in Hilversum wonen. Hij trouwde in 1932 met Aafje Vernes. Uit het huwelijk werd een kind geboren. In de jaren dertig werkte hij in de openbare bibliotheek in Sneek, maar de verwachting van Friese schrijvers dat hij weer in het Fries zou gaan schrijven kwam niet uit. In 1936 werd De Vries lid van de CPN, en in 1937 verhuisde hij naar Amsterdam en keerde hij weer terug naar de journalistiek. Hij werd redacteur van De Tribune, (later De Waarheid) en De Vrije Katheder. Op 17 maart 1938 volgde een echtscheiding.

### 1940 - 1945
Tijdens de Duitse bezetting van Nederland zat De Vries aanvankelijk ondergedoken in de buurt van Nunspeet. Hij zou zich in die tijd laatdunkend hebben uitgelaten over Gerard van het Reve sr. ('Vanter'), de vader van Karel en Gerard (van het) Reve, die hij van fascistische sympathieën betichtte - naar later bleek op grond van onjuiste informatie. Na de oorlog zou hierdoor een langdurige vete ontstaan tussen De Vries en Gerard Reve, die zijn collega betitelde als 'karpatenkop'.
De Vries werd in november 1940 redacteur van de illegale publicatie De Vrije Katheder. Later tijdens de Bezetting werd De Vries vanwege deze verzetsactiviteiten door de Duitsers opgepakt. Hij werd in Kamp Amersfoort gedetineerd, waaruit hij na tien maanden door het verzet werd bevrijd. In 1945 trouwde De Vries voor de tweede maal met Aafje Vernes. Uit dit tweede huwelijk werd opnieuw een kind geboren. Vernes stierf op 8 januari 1975 te Amsterdam.

### CPN
De Vries zat enige tijd voor de CPN in de Amsterdamse gemeenteraad. In 1946 was hij kandidaat voor de Tweede Kamer, maar hij werd niet gekozen en bleef fulltime schrijver. Ten tijde van de Koude Oorlog werd zijn lidmaatschap van de CPN hem door collega-schrijvers hoogst kwalijk genomen. Hij rechtvaardigde de Praagse Coup, de communistische staatsgreep in Tsjechoslowakije (1948) en het Russische ingrijpen in Hongarije (1956), en in 1953 schreef hij een loflied op Stalin. Hij werd uit de PEN-club gezet, werd niet meer op verjaardagen van collega's uitgenodigd, en er kwam een voorlopig einde aan zijn vriendschap met Simon Vestdijk. De Vries raakte geïsoleerd, maar hij bleef toch CPN-lid.
Ondanks zijn communistische opvattingen vertaalde hij in 1963 Een dag uit het leven van Ivan Denisovitsj, een roman van Aleksandr Solzjenitsyn, gebaseerd op diens ervaringen in gevangenkampen in Siberië. De CPN liet de hele oplage van het boek vernietigen. Pas in 1971 brak De Vries met de partij.

### Laatste jaren
In 1982 raakte De Vries met hulp van een psychiater van zijn kampsyndroom af. Hoewel hij op zijn achtentachtigste dacht niet meer te zullen schrijven, volgden er toch weer enkele boeken, het laatste in 2004.
De Vries overleed op 97-jarige leeftijd te Amsterdam aan de gevolgen van een serie longontstekingen.

## Werken
De Vries debuteerde op zijn achttiende met Friesche Sagen (1925, heruitgegeven in 2000). Toen hij twintig jaar was werd zijn dichtbundel Terugkeer gepubliceerd. Hij schreef meer dan honderd boeken, waaronder een monografie, een filmscenario en twee hoorspelen die alle vier over Spinoza gaan. Hij schreef voornamelijk in het Nederlands, maar ook wel in het Fries (Earst en lêst (1977); Paden fan it ferline (1997); Stins en krite (1997). Sommige van zijn boeken zijn vertaald. Hij werkte ook onder de pseudoniemen Sybrand Vos, A. Th. Van Nieulandt, M. Swaertdrager en Ibn-Askari. Zijn bekendste boeken zijn Het meisje met het rode haar (1956), een roman over de verzetsstrijdster Hannie Schaft; Stiefmoeder aarde (1936) dat door De Vries in 1975-1976 tot hoorspelcyclus werd bewerkt; en het Boekenweekgeschenk Het zwaard, de zee en het valse hart (1966).
De Vries heeft vooral veel sociale en historische romans geschreven. Aanvankelijk deed hij dat vanuit een vrij romantisch standpunt, later uitgesproken politiek waarbij het persoonlijke steeds meer in het politieke verweven raakte.
Boeken over kunstenaars beslaan een belangrijk deel van zijn oeuvre. Rembrandt uit 1931 over Rembrandt van Rijn, Ziet een mens uit 1963, in 1972 opnieuw verschenen als Vincent in Den Haag, over Vincent van Gogh, Moergrobben uit 1964 over Jeroen Bosch, en De bergreis uit 1998 over Hercules Seghers zijn voorbeelden van zijn betrokkenheid bij Kunst. Soms ging het ook over niet bestaande kunstenaars zoals in De vrijheid gaat in het rood gekleed. De Vries kende kunst een ontsluitende, verlichtende bijzondere rol toe, zowel naar de kunstenaar zelf, de beschouwer als de maatschappelijke omgeving. De rol voor de kunst om een ander perspectief te ontsluiten achtte hij "een van de geheimzinnigste en positiefste kwaliteiten van kunst".
Apart te noemen zijn nog zijn verhandelingen die de muziek raken. Zo zijn er zijn opstel Bach (1933, opgenomen in bundel Vox Humana en De eindeloze Bach in bundel Materie en Matrijs (1980). De rooman Het motet voor de kardinaal handelt dan weer over de Nederlands polyfonisten met nadruk op Josquin Desprez en Heinrich Isaac.
Zijn werk Doodskoppen en kaalkoppen. Vijf verhalen uit een doorgangskamp werd in de periode 1966-1967 in de DDR vertaald en zou normaal gezien in 1967 als Dolle Dinsdag op de markt gebracht worden. In diezelfde periode verscheen echter in de Sovietunie in het toonaangevende literatuurtijdschrift Literaturnaja Gaseta een zware kritiek op De Vries van de hand van de Russische dichter Yevgeny Dolmatovsky. Daarop werden Dolle Dinsdag en alle overige werken van De Vries in de DDR verboden. Uitgeverij Verlag der Nation - die verantwoordelijk was voor de uitgave van Dolle Dinsdag - vernietigde het reeds gedrukt werk echter niet, maar begon een stille strijd achter de schermen van het DDR-apparaat om het boek alsnog op de markt te krijgen. Na tussenkomsten op alle mogelijke niveaus en zelfs met het buitenlandse advies van de CPN mocht Dolle Dinsdag 23 jaar na te zijn gedrukt alsnog op de markt gebracht worden. Dit had het komische neveneffect dat in 1980 een "nieuw" werk van Theun de Vries in de Oost-Duitse boekhandels belandde met als publicatiedatum het jaartal 1967.

## Prijzen en eerbewijzen
- 1930 - Domprijs voor poëzie voor de dichtbundel Westersche Nachten (1930).
- 1932 - Meiprijs voor Rembrandt
- 1945 - Verzetsprijs voor letterkundigen voor WA-man en andere werken.
- 1951 - Vijverbergprijs (tegenwoordig bekend als Ferdinand Bordewijk Prijs) voor Anna Casparii of Het heimwee.
- 1962 - P.C. Hooft-prijs voor zijn gehele oeuvre.
- 1970 - ANV-Visser Neerlandiaprijs voor het hoorspel Een god in haar schoot.
- 1973 - ANV-Visser Neerlandiaprijs, ditmaal voor het televisiespel De weduwen.
- 1976 - Piter Jelles-priis voor de vertaling in het Nederlands van de verzenbundel In memoriam van Douwe Tamminga.
- 1979 - eredoctoraat in de geschiedenis aangeboden aan de Rijksuniversiteit Groningen.
- 1984 - Henriette Roland Holst-prijs toegekend voor Ketters. Veertien eeuwen ketterij, volksbeweging en kettergericht (1982).
- 1987 - Verzetsprijs voor zijn gehele oeuvre.
- 2002 - Zilveren medaille van de stad Amsterdam, ter gelegenheid van zijn vijfennegentigste verjaardag[5]

De openbare lagere school in Veenwouden is naar Theun de Vries vernoemd.